# Jakob Kaiser

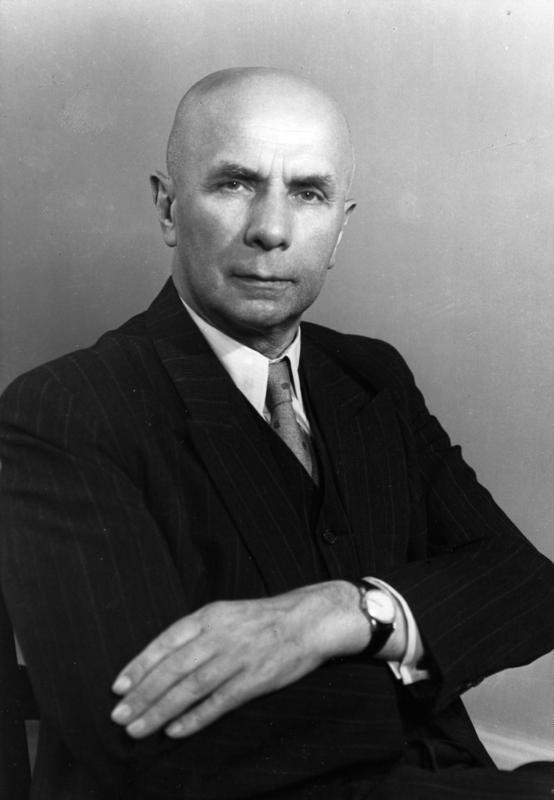
Jakob Kaiser, 1950

Jakob Kaiser (* 8. Februar 1888 in Hammelburg; † 7. Mai 1961 in West-Berlin) war ein deutscher Politiker (Zentrum, später CDU), Widerstandskämpfer gegen den Nationalsozialismus, Vorsitzender der CDU der SBZ, Mitglied des Parlamentarischen Rates und von 1949 bis 1957 Bundesminister für gesamtdeutsche Fragen.

## Leben
Der Buchbinder Jakob Kaiser gehörte in der Weimarer Republik der Zentrumspartei an und war in der Christlichen Gewerkschaftsbewegung aktiv. Ab 1924 war er Landesgeschäftsführer der Christlichen Gewerkschaften für das Rheinland und Westfalen und wurde in der Reichstagswahl März 1933 für das Zentrum noch ins Parlament gewählt, dem er dann bis November 1933 angehörte. Mit seiner Fraktion stimmte Kaiser dem Ermächtigungsgesetz vom 24. März 1933 zu. 1933 war er im Führerkreis der Vereinigten Gewerkschaften, der die Richtungsgewerkschaften im Kampf gegen die Nationalsozialisten zu einer Einheitsgewerkschaft zusammenschließen wollte. 1934 schloss er sich der Widerstandsbewegung an und arbeitete eng mit Wilhelm Leuschner und Max Habermann zusammen. Wegen des dringenden Verdachtes hochverräterischer Betätigung war er 1938 mehrere Monate in Gestapo-Haft. Nach 1941 setzte er seine Widerstandstätigkeit in Zusammenarbeit mit Carl Friedrich Goerdeler und führenden Männern der Militäropposition fort. Kaiser war führendes Mitglied im Kölner Kreis. Der Verhaftungswelle nach dem Attentat vom 20. Juli 1944 konnte er durch Flucht entgehen und sich im Keller von Gertrud Droste in Potsdam-Babelsberg verstecken. Er überlebte als einziger aus dem engeren Kreis des gewerkschaftlichen Widerstands in Berlin. Seine Frau Therese und die ältere Tochter Elisabeth, die 1949 Hans Katzer heiratete, kamen in Sippenhaft. Ebenfalls inhaftiert wurden die Geschwister seiner Frau.

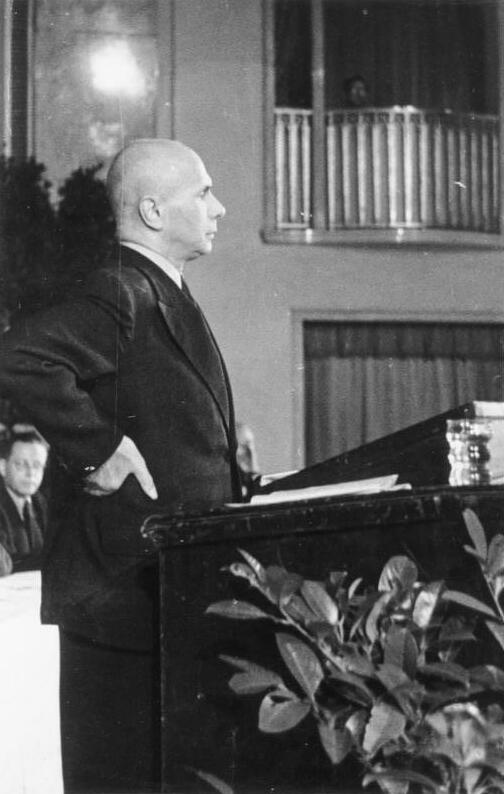
Jakob Kaiser auf dem Parteitag der Ost-CDU 1947

Nach dem Zweiten Weltkrieg gehörte Kaiser mit Andreas Hermes und Joseph Ersing zu den Mitbegründern der CDU in der sowjetischen Besatzungszone (SBZ). Er kämpfte erfolglos gegen die immer tiefer werdende Kluft zwischen der SBZ und den drei Westzonen sowie gegen die Umwandlung der Ost-CDU in eine Blockpartei.
In den Augen der Siegermächte war Kaiser der Vertreter der Linken in der Partei. Die Zeitung The Times nannte ihn 1946 den Gegenpol zu Konrad Adenauer: „Der wahre Führer der Linken in der C.D.U. ist Jakob Kaiser, der die Partei in der russischen Zone von Berlin aus leitet. Zum Teil wegen seiner alten Verbindung zu den christlichen Gewerkschaften, zum Teil weil er in der russischen Zone aktiv sein muss, predigt Kaiser einen nicht-marxistischen Sozialismus, welchen Adenauer wiederum ablehnt. Kaisers Einfluss [in der Partei] ist nur augenblicklich schwach; seine Persönlichkeit ist geeignet, ihn zu einem zukünftigen nationalen Führer zu machen, wenn Deutschland wieder ein eigener Staat ist.“
Im Mai 1947 plädierte Kaiser auf einer Kundgebung in Berlin gegen eine Übertragung sowohl des amerikanischen wie des sowjetischen Systems auf Deutschland und erklärte: „Eines allerdings erkennen wir als unser Gesetz. Das ist unser unbeirrbarer Wille, aus allen Erfahrungen heraus den deutschen Weg zu suchen und zu gehen. Nicht dem Westen und nicht dem Osten hörig, sondern dem deutschen Weg und dem deutschen Volk verpflichtet.“
Im Dezember 1947 wurden er und Ernst Lemmer als Vorsitzende der Ost-CDU von der Sowjetischen Militäradministration abgesetzt. Auch nach seiner Übersiedelung nach West-Berlin war Kaiser jedoch ein Gegner der Westbindungspolitik des Vorsitzenden der CDU in der britischen Zone und späteren Bundeskanzlers Konrad Adenauer. Er favorisierte stattdessen ein blockfreies Deutschland mit Brückenfunktion zwischen West und Ost. Mit Karl Arnold gehörte er zudem zu der Gruppe ehemaliger christlicher Gewerkschaftsführer, die sich innerhalb der CDU für die Vergesellschaftung (Verstaatlichung) von Schlüsselindustrien einsetzten. Er gehört zu den Gründern der CDU-Sozialausschüsse, deren Vorsitzender er von 1949 bis 1958 war.
In den Jahren 1948/49 war Kaiser als einer von insgesamt 5 Abgeordneten der Berliner Stadtverordnetenversammlung nur beratendes Mitglied der 65 stimmberechtigten Mitglieder des Parlamentarischen Rates. Wegen des Sonderstatus Berlins hatten die Berliner Vertreter kein Stimmrecht. Unter anderem aufgrund Kaisers Mitwirkung wurde der Satzteil „denen mitzuwirken versagt war“ in die Präambel des Grundgesetzes aufgenommen. Bei der ersten Bundestagswahl 1949 kandidierte Kaiser in Essen für ein Direktmandat und wurde mit 32,4 % der Stimmen ins Parlament gewählt.
Im Wahlkampf zur Bundestagswahl 1953 war er der einzige CDU-Spitzenpolitiker, der sich offen für eine Große Koalition einsetzte.

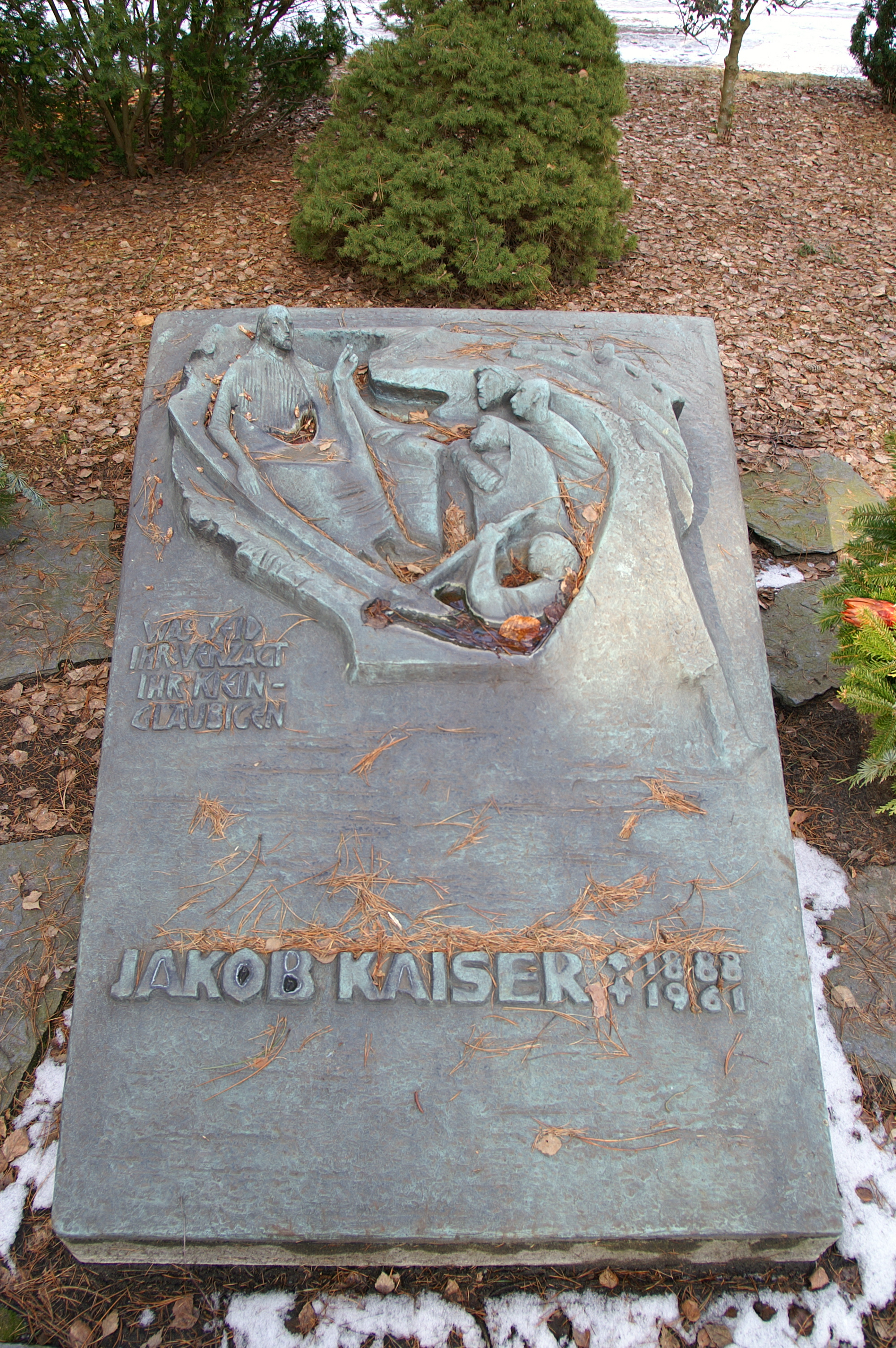
Ehrengrab Jakob Kaisers auf dem Waldfriedhof Zehlendorf

Bei der Bundestagswahl 1953 behauptete er den Wahlkreis mit nunmehr der absoluten Mehrheit der Erststimmen. In der Zeit seiner von 1949 bis 1957 währenden Mitgliedschaft im Deutschen Bundestag bekleidete er das Amt des Ministers für gesamtdeutsche Fragen. Er gehörte zu den führenden Köpfen des am 17. Juni 1954 gegründeten Kuratoriums Unteilbares Deutschland. In seiner Ministerposition engagierte er sich in der Volksabstimmung erfolgreich gegen das Saarstatut, wodurch das Saarland 1957 der Bundesrepublik Deutschland beitrat und zehntes Bundesland wurde.
Von 1950 bis 1953 und 1956/57 war er ständiger Vertreter des Bundeskabinetts im Ältestenrat des Bundestages. Von 1950 bis 1958 war er einer der stellvertretenden Bundesvorsitzenden der CDU.
Jakob Kaiser erlitt 1957 einen Herzinfarkt; seitdem war er teilweise gelähmt. Er starb am 7. Mai 1961 in West-Berlin an Herzschwäche.
Kaiser wurde am 12. Mai auf dem Waldfriedhof Zehlendorf in Berlin-Nikolassee mit einem Staatsbegräbnis beigesetzt.
Die Grabstätte gehört zu den Ehrengräbern des Landes Berlin.
Kaiser war seit 1918 verheiratet mit Therese Kaiser, geb. Mohr (1889–1952) und seit 1953 mit Elfriede Kaiser-Nebgen (1890–1983) und war Vater von zwei Töchtern.

## Ehrungen
- 1953: Großkreuz der Bundesrepublik Deutschland
- Anlässlich seines siebzigsten Geburtstags 1958 wurde er Ehrenbürger von Berlin und von Homburg im Saarland sowie im gleichen Jahr, nach seinem Ausscheiden aus dem Amt des stellvertretenden Bundesvorsitzenden, Ehrenvorsitzender der CDU.
- Fünf Tage nach seinem Tod erhielt am 12. Mai 1961 der Siemensplatz in Berlin-Charlottenburg-Nord den Namen Jakob-Kaiser-Platz.[7]
- In Königswinter bei Bonn hat die Jakob-Kaiser-Stiftung e. V. ihren Sitz. Zentrale Aufgabe ist die politische Bildung.
- Nach ihm, der sich stets für den Wiederaufbau des Reichstags ausgesprochen hatte, ist das Jakob-Kaiser-Haus benannt. Das größte deutsche Parlamentsgebäude liegt im Berliner Regierungsviertel, nördlich neben dem Reichstagsgebäude und beherbergt Abgeordnetenbüros, Tagungs- und Verwaltungsräume sowie Ausschusssäle des Bundestages.
- In seiner Geburtsstadt Hammelburg wurden die Realschule und eine Brücke nach ihm benannt.
- In Bielefeld, Bonn, Bremerhaven, Fulda, Hamburg, Köln, Leverkusen, Marburg, Marktheidenfeld, München, Osnabrück, Rulle, Selm, Stralsund und Wilhelmshaven gibt es zu seinem Andenken jeweils eine Jakob-Kaiser-Straße, in Erfurt einen Jakob-Kaiser-Ring, in Büttelborn, Gifhorn und Wuppertal einen Jakob-Kaiser-Weg.
- Nach Jakob Kaiser war der Jakob-Kaiser-Preis für ausgezeichnete Fernsehsendungen und -reportagen benannt.

## Schriften
- Jakob Kaiser: Gewerkschafter und Patriot. Eine Werkauswahl, hg. von Tilman Mayer, Bund-Verlag, Köln 1988.
- Jakob Kaiser: Wir haben Brücke zu sein. Reden, Äußerungen und Aufsätze zur Deutschlandpolitik. Herausgegeben von Christian Hacke, Verlag Wissenschaft und Politik, Köln 1988, ISBN 3-8046-8706-7.